# Cassida strejceki
Cassida strejceki là một loài bọ cánh cứng trong họ Chrysomelidae. Loài này được Sekerka miêu tả khoa học năm 2006.